# Monopis pavlovskii
Monopis pavlovskii är en fjärilsart som beskrevs av Aleksei Konstantinovich Zagulajev 1955. Monopis pavlovskii ingår i släktet Monopis och familjen äkta malar. Inga underarter finns listade i Catalogue of Life.